# Boarmia gratularia
Boarmia gratularia är en fjärilsart som beskrevs av Walker 1860. Boarmia gratularia ingår i släktet Boarmia och familjen mätare. Inga underarter finns listade i Catalogue of Life.